# جورج فيكرز
جورج فيكرز (بالإنجليزية: George Vickers)‏ هو محامي وسياسي أمريكي، ولد في 19 نوفمبر 1801 في تشيسترتاون في الولايات المتحدة، وتوفي بنفس المكان في 8 أكتوبر 1879. حزبياً، نشط في الحزب الديمقراطي. وقد انتخب عضو مجلس الشيوخ الأمريكي.